# Hyagnis tuberculipennis
Hyagnis tuberculipennis es una especie de escarabajo longicornio del género Hyagnis, subfamilia Lamiinae. Fue descrita científicamente por Breuning en 1961.
Se distribuye por Malasia. Posee una longitud corporal de 9 milímetros. El período de vuelo de esta especie ocurre en el mes de mayo.